# Rooftop Concert
Rooftop Concert ("concerto do terraço", em tradução literal) foi a última apresentação pública da banda de rock inglesa The Beatles, com a participação do tecladista Billy Preston. Iniciando-se ao meio-dia de 30 de janeiro de 1969, no terraço do edifício da Apple Corps (empresa fundada pela banda), terminou em confusão, ameaças e discussões com a Polícia Metropolitana de Londres, que pediu o encerramento do concerto devido a problemas de tráfego e ruído. 
O áudio foi gravado em oito canais pelos engenheiros Glyn Johns e Alan Parsons, com microfones embrulhados, improvisadamente, em meias-calças. Michael Lindsay-Hogg ficou encarregado de dirigir as imagens do show. Ao fim, o integrante John Lennon agradeceu ao público e disse que esperava que tivessem "passado na audição". A última apresentação da banda até então havia sido no Candlestick Park, em 1966, e há controvérsias sobre quem decidiu o lugar do evento.

## Antecedentes
Os Beatles compraram o prédio da Apple Corps na 3 Savile Row em 1968, instalando um estúdio no porão, onde foram gravadas as sessões "Get Back" (que mais tarde se tornariam o álbum Let It Be). A banda havia realizado sua última apresentação pública, até então, no Candlestick Park, São Francisco, em 1966.
Eles conceberam a ideia de retornar às apresentações públicas no início de janeiro de 1969 e conversavam em estúdio sobre lugares inusitados para realizar este concerto, como um barco em movimento, um anfiteatro grego ou ainda no centro de artes cênicas Roundhouse, em Londres, dentre outros. De acordo com o autor e historiador Mark Lewisohn, não se sabe ao certo quem teve a ideia do concerto no terraço. Sabe-se apenas que a sugestão foi feita apenas quatro dias antes do evento, em 26 de janeiro e que nada foi anunciado à imprensa.

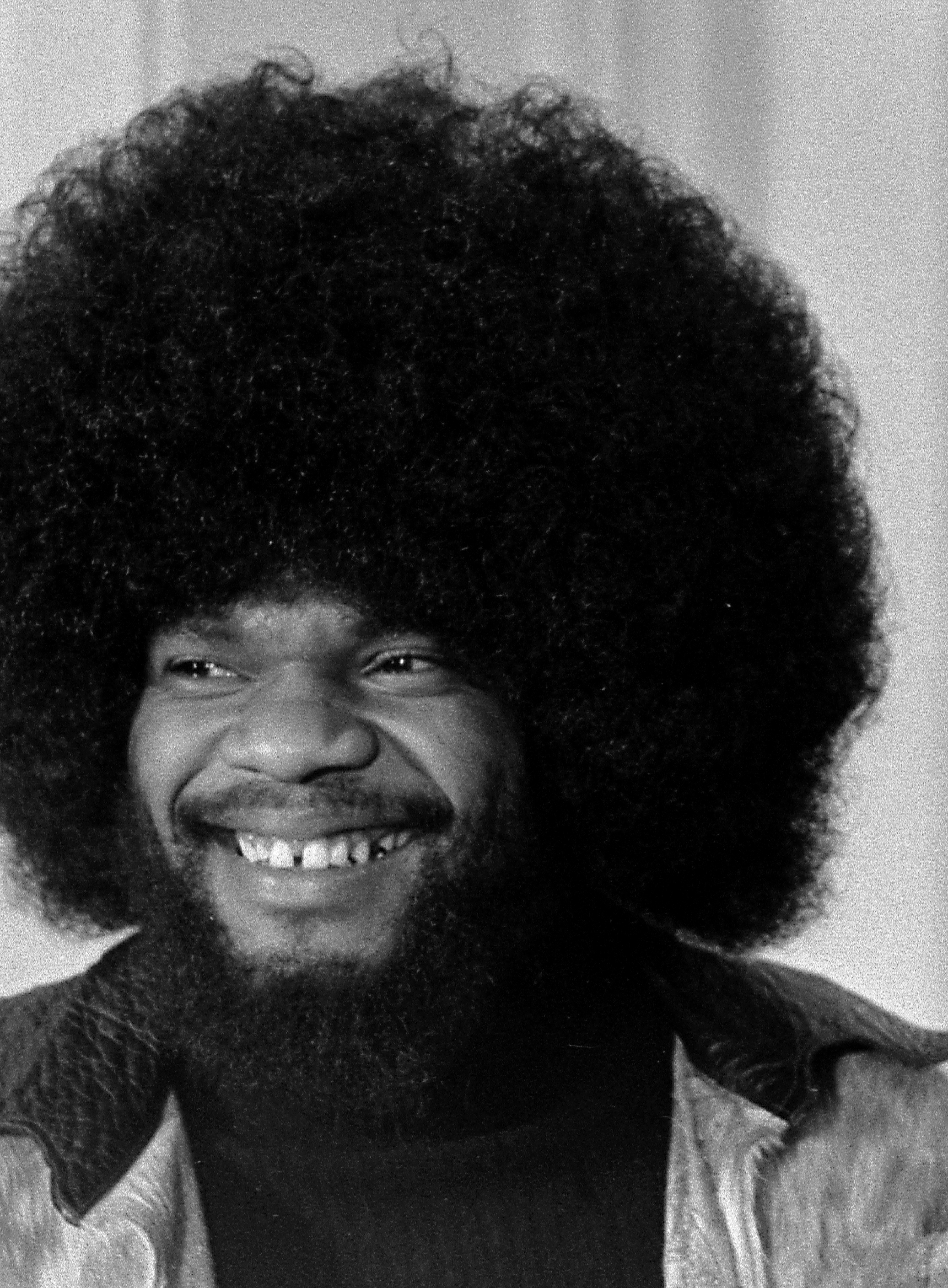
O músico Billy Preston (fotografado em 1974, por David Hume Kennerly) acompanhou os Beatles por sugestão de George Harrison.

George Harrison chamou o tecladista Billy Preston como músico adicional, na esperança de que um talentoso observador externo encorajasse a banda a se focar no que estava fazendo. Na lembrança de Preston, a ideia de tocar no terraço da Apple Corps foi de John Lennon. Segundo Ringo Starr:
Havia um plano para tocar ao vivo em algum lugar. Nós estávamos imaginando aonde poderíamos ir – talvez ao Palladium ou ao Saara. Mas nós teríamos que levar todas as coisas, então decidimos: "Vamos subir no terraço".
Em sua autobiografia Sound Man, o engenheiro Glyn Johns afirma que a ideia do show foi dele. O ex-gerente da Apple Records Ken Mansfield acredita que a ideia era do diretor do filme Let It Be, Michael Lindsay-Hogg.

## Bastidores
O concerto teve início às 12h00 do dia 30 de janeiro de 1969, uma quinta-feira fria, nublada e tempestuosa. Devido à baixa temperatura no terraço do edifício, Lennon pediu emprestado o casaco de pele de sua esposa Yoko Ono, enquanto Starr usou a capa vermelha da esposa, Maureen Cox.
O áudio foi gravado em dois gravadores de oito canais no estúdio do porão da Apple pelos engenheiros Glyn Johns e Alan Parsons. Para impedir a captação de som do vento forte, Parsons, improvisadamente, embrulhou os microfones da bateria e das guitarras em meias-calças femininas. O diretor Lindsay-Hogg trouxe uma equipe de filmagem para capturar vários ângulos da apresentação, além das reações das pessoas na rua. Lennon, com dificuldades de lembrar as letras de suas músicas, pediu a um assistente de escritório da Apple que segurasse um cartão com as letras.
Quando os Beatles começaram a tocar, houve uma certa confusão entre os espectadores, muitos dos quais estavam no intervalo de almoço. Quando as notícias do evento se espalharam, formaram-se multidões nas ruas e nos topos dos edifícios locais. Enquanto a maioria respondeu positivamente ao concerto, a Polícia Metropolitana ficou preocupada com problemas de tráfego e ruído. Os funcionários da Apple inicialmente recusaram-se a deixar a polícia entrar, mas reconsideraram quando ameaçados de prisão.
Enquanto a polícia subia, os Beatles percebiam que o concerto seria encerrado, porém continuavam a tocar e isso ocorreu por mais alguns minutos. Paul McCartney improvisou a letra de sua canção "Get Back" para refletir a situação: "Você está tocando no terraço novamente e você sabe que sua mãe não gosta disso, ela vai prendê-lo!". O concerto chegou ao fim com a conclusão de "Get Back", com Lennon dizendo: "Eu gostaria de agradecer em nome do grupo e de nós mesmos e espero que tenhamos passado na audição".

## Repertório
Em 42 minutos, o concerto consistiu em nove tomadas de cinco músicas dos Beatles: três tomadas de "Get Back"; duas tomadas de "Don't Let Me Down" e "I've Got a Feeling"; e uma tomada de "One After 909" e "Dig a Pony". Em 28 de janeiro de 2022, o áudio da apresentação completa no telhado foi lançado nos serviços de streaming como The Beatles: Get Back — The Rooftop Performance. O conjunto foi realizado na seguinte ordem:
Todas as letras escritas por John Lennon e Paul McCartney, exceto onde indicado. 
| N.º            | Título                          | Música                                                           | Duração |  |
| 1.             | "Get Back" (tomada 1)           |                                                                  | 4:43    |  |
| 2.             | "Get Back" (tomada 2)           |                                                                  | 3:24    |  |
| 3.             | "Don't Let Me Down" (tomada 1)  |                                                                  | 3:22    |  |
| 4.             | "I've Got a Feeling" (tomada 1) |                                                                  | 4:44    |  |
| 5.             | "One After 909"                 |                                                                  | 3:09    |  |
| 6.             | "Dig a Pony"                    |                                                                  | 5:52    |  |
| 7.             | "God Save the Queen"            | tradicional, arranjada por Lennon, McCartney, Harrison e Starkey | 0:26    |  |
| 8.             | "I've Got a Feeling" (tomada 2) |                                                                  | 5:35    |  |
| 9.             | "Don't Let Me Down" (tomada 2)  |                                                                  | 3:30    |  |
| 10.            | "Get Back" (tomada 3)           |                                                                  | 3:47    |  |
| Duração total: | Duração total:                  | Duração total:                                                   | 38:28   |  |

Houve também breves jams de quatro músicas: "God Save the Queen", "I Want You (She's So Heavy)", "A Pretty Girl is Like a Melody", estas enquanto o engenheiro de som Parsons trocava as fitas, e "Danny Boy", citada ao final de "One After 909" e incluída no álbum Let It Be.
A primeira tomada de "I've Got a Feeling" e as gravações de "One After 909" e "Dig a Pony" foram usadas mais tarde para o álbum Let It Be. Em 1996, uma versão rooftop de "Get Back", mais precisamente a última tomada, foi incluída no álbum Anthology 3. Uma edição das duas tomadas de "Don't Let Me Down" foi incluída no álbum Let It Be... Naked.

## Legado

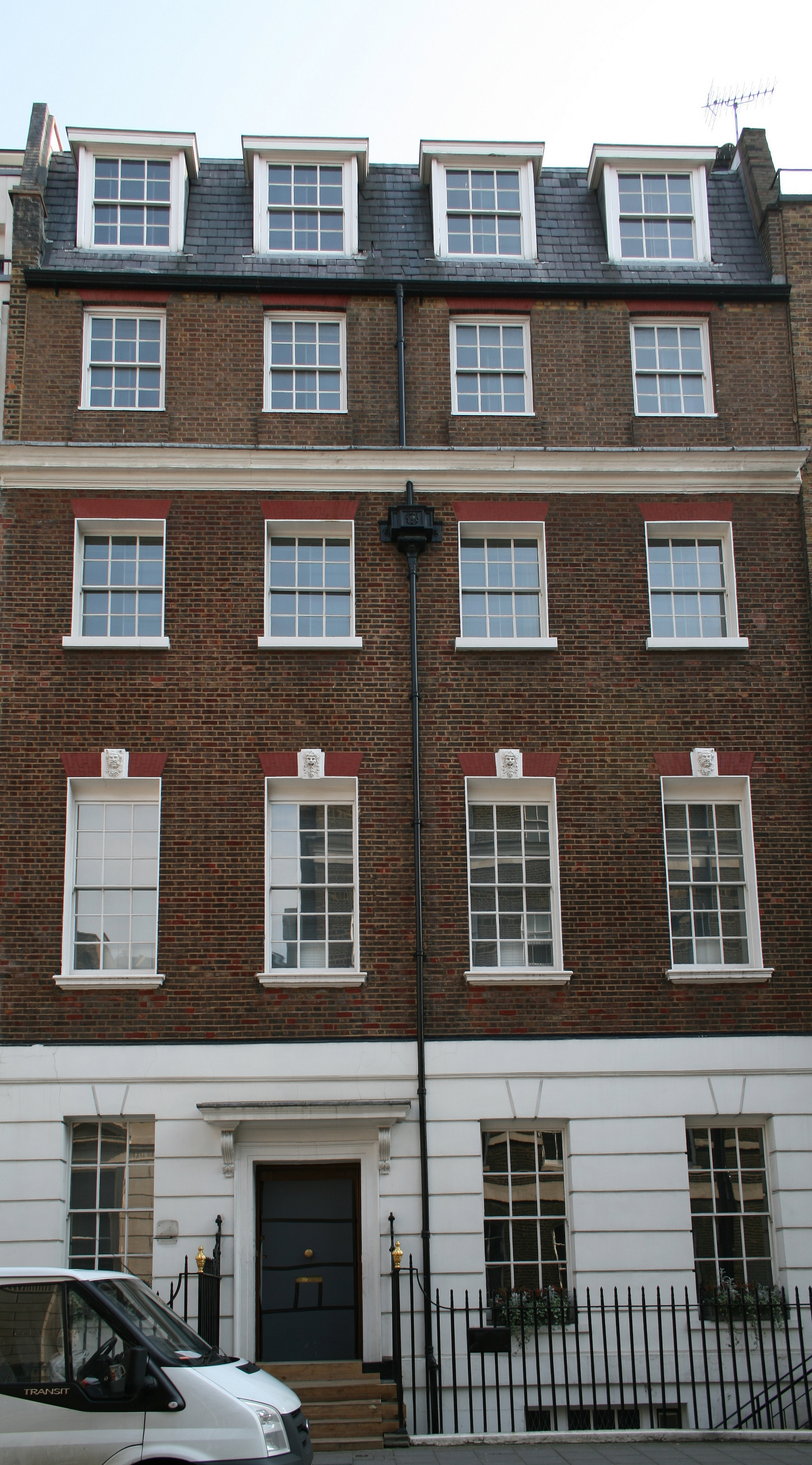
3 Savile Row em 2007.

O Rooftop Concert marcou o fim de uma era para muitos fãs. O grupo gravou mais um álbum, Abbey Road — trabalho que começou no mês seguinte — porém, em setembro de 1969, os Beatles já estavam separados de forma não oficial. Vários desempenhos, particularmente o de "Dig a Pony", foram considerados uma nova mostra do grupo em sua melhor forma. Na época, os fãs acreditavam que o concerto era um teste para um retorno a apresentações ao vivo e turnês.
A sequência "Get Up and Go" dos Rutles no filme All You Need Is Cash imita o concerto e usa ângulos de câmera similares. Em janeiro de 2009, a banda de tributo Bootleg Beatles tentou realizar um concerto de aniversário de 40 anos no mesmo local, mas a Câmara Municipal de Westminster recusou devido a problemas de licenciamento.
No episódio da quinta temporada de Os Simpsons, "Homer Barbershop Quartet", os Be Sharps (Homer, Apu, Barney e Diretor Skinner) fazem uma versão de um de seus sucessos anteriores em um terraço. George Harrison, que participou do episódio, é mostrado dizendo com desdém: "Está feito!" Quando a música termina e os créditos começam, Homer repete a frase de John Lennon sobre passar na audição e todos riem, até Barney dizer: "Eu não entendi".
Em 2007, no filme Across The Universe, um musical composto inteiramente por músicas dos Beatles, a banda fictícia da personagem Sadie faz um show na cidade de Nova Iorque, que imita o original, sendo interrompido e fechado pelo Departamento de Polícia de Nova Iorque.
O grupo U2 também fez referência ao Rooftop no vídeo da canção "Where the Streets Have No Name", que contou com um show em Los Angeles, no ano de 1987.
A banda indie James fez um show semelhante no 22º aniversário da versão original, em 30 de janeiro de 1991, no terraço de um hotel na rua Piccadilly, em Londres. Eles tocaram cinco músicas, antes que, supostamente, os dedos do guitarrista Larry Gott congelassem-se no braço de seu instrumento.
McCartney fez um miniconcerto surpresa no centro de Manhattan a partir do topo da marquise do Ed Sullivan Theater em 15 de julho de 2009, onde ele estava gravando uma apresentação para o Late Show with David Letterman. As notícias do evento espalharam-se com antecedência pelo Twitter e as ruas próximas foram fechadas para acomodar os fãs.

## Créditos
- John Lennon – vocais e guitarra
- Paul McCartney – vocais e baixo
- George Harrison – vocais e guitarra
- Ringo Starr – bateria
- Billy Preston – teclados